# Little Bitty Pretty One
Little Bitty Pretty One est une chanson de rock 'n roll écrite et interprétée par Bobby Day en 1957. Reprise la même année par Thurston Harris, celui-ci en fait un hit, atteignant la 6e position au Billboard Hot 100.
Titre éponyme de 4 compilations de Harris, cette chanson est également la version originale du morceau C'est le Mashed Potatoes de Johnny Hallyday sorti en 1962.

## Version de Bobby Day
La version originale de Bobby Day sort en juillet 1957. Édité chez Class Records (en) (référence 211), le single est crédité à R. Byrd, nom de naissance de Bobby Day (Robert James Byrd Sr.).
L'interprète référencé sur le label mentionne 'Bobby and the Satellites', ces derniers étant un groupe formé par Day lui-même, l'accompagnant sur d'autres titres diffusés par Class mais n'étant en réalité que les membres de son groupe The Hollywood Flames (en).

### Classement
Le titre entre au Billboard Hot 100 le 18 novembre 1957.
| Classement (1957)              | Meilleure position |
| ------------------------------ | ------------------ |
| États-Unis (Billboard Hot 100) | 57                 |

## Version de Thurston Harris
Quelques jours après la sortie du titre de Bobby Day, Eddie Mesner, qui travaille chez Aladdin Records où vient de signer Harris, lui propose le titre. La chanson est simple (deux complets différents) et nécessite beaucoup de remplissage par fredonnement.
Harris s'accompagne des Sharps, un groupe vocal constitué d'amis avec lesquels il avait déjà chanté sous le nom des Lamplighters. Al Frazier, membre des Sharps, raconte que "suite à une soirée arrosée durant laquelle Harris avait brisé une fenêtre, on appela l'ambulance plutôt que la police". Dès le lendemain, à peine sorti de l'hôpital, il retrouva le groupe et enregistra le plus gros succès de sa carrière.
Enregistré le 26 août, la version de Harris sort initialement sous la référence 6009 chez Intro Records,. Il obtient une diffusion nationale via Aladdin dès septembre sous la référence 3398. Inhabituel pour l'époque, le titre est diffusé avec trois couleurs de label distinctes : violet, bleu et marron.
Le titre se vend à plus d'un million d'exemplaires. Il constitue son plus gros succès (considéré par certains comme un one-hit wonder, malgré deux autres titres classés plus modestement dans le Billboard) et la plus belle réussite commerciale de Aladdin Records.

### Musiciens
- Thurston Harris : voix
- The Sharps (AI Frazier, John “Sonny” Harris, Matthew Nelson et Carl White[11]) : chœurs
- Earl Palmer : batterie[9]
- Plas Johnson : saxophone ténor[9]
- Pete Lewis : guitare électrique[9]

### Classement
Le titre entre le 21 octobre 1957 dans le Billboard Hot 100 et atteint la 6e position le 11 novembre.
| Classement (1957)                      | Meilleure position |
| -------------------------------------- | ------------------ |
| États-Unis (Billboard Hot 100)         | 6                  |
| États-Unis (Billboard Hot R&B/Hip-Hop) | 2                  |

## Version des Jackson Five
Les Jackson Five enregistrent une version paraissant le 4 avril 1972 chez Motown sous la référence M 1199F et annonçant l'album Lookin' Through the Windows sortant le 17 mai où il occupe la première piste de la face B.
Leur reprise constitue l'un des trois simples issus de l'album (avec Lookin' Through the Windows et Doctor Eyes).

### Classement
| Classement (1972)                      | Meilleure position |
| -------------------------------------- | ------------------ |
| États-Unis (Billboard Hot 100)         | 13                 |
| États-Unis (Billboard Hot R&B/Hip-Hop) | 8                  |

## Autres reprises
Informations issues de SecondHandSongs, sauf mentions complémentaires.

### Classées
- Frankie Lymon enregistre sa version en 1960 et atteint la 58e place Billboard Hot 100 en 1960[25].
- Clyde McPhatter atteint la 25e position en 1962[25].
- En 1994, Huey Lewis And The News enregistre une version qui atteint la 27e position du Billboard Adult Contemporary[25] et est présente sur leur album Four Chords & Several Years Ago (en).

### Non classées (sélection)
- Frankie Avalon sur son album Frankie Avalon en 1958,
- The Paramounts (en) en single en 1964,
- Freddie and the Dreamers sur Ready Freddie Go! en 1965,
- Dave Clark Five en single en 1965,
- Jewel Akens en 1967 en face B de Born a Loser,
- Screamin' Jay Hawkins sur Portrait of a Man and His Woman en 1972,
- Sandy Nelson enregistre une version instrumentale sur Keep On Rockin' en 1972,
- Cliff Richard sur Rock 'n' Roll Silver en 1983,
- En 1985, The Hollies sur leur compilation The Hollies[26],
- The Doobie Brothers sur Long Train Runnin' 1970-2000 sorti en 2000.

### Adaptations en langue étrangère
| Langue   | Titre                    | Année | Adaptation                                | Interprète(s) |
| -------- | ------------------------ | ----- | ----------------------------------------- | --- |
| Français | C'est le Mashed Potatoes | 1962  | Jil et Jan (Gilbert Guenet et Jean Setti) | Johnny Hallyday (1962), Lucky Blondo et les Lucky Stars (1962), Oliver Twist et ses Twisties (1962), Dragibus (2004) |

L'adaptation française voit son titre inspiré par la danse du même nom, apparue la même année aux États-Unis.

### Echantillonnage, emprunt et références
- En 1957, Buchanan & Goodman utilisent un extrait du titre de Day dans Santa and the Satellite[28].
- Little Bitty Pretty One inspire le groupe de doo wop The Accents (en) pour leur titre Wiggle Wiggle sorti en 1958. Malgré des similarités, cela n'est pas suffisant pour intenter un procès : Aladdin Records prend le contrepied et réenregistre Wiggle, Wiggle avec l'un de ses propres groupes, The Chestnuts[29].
- Sur l'album A Toot and a Snore in '74 (en) (sorti en 1992), John Lennon et Paul McCartney accompagnés de Stevie Wonder et Harry Nilsson fredonnent l'air de Little Bitty Pretty one dans la séquence Studio Talk[30].

## Utilisation dans les médias

### Cinéma et séries
Informations issues de IMDB.
- En 1969, dans Mondo Trasho de John Waters (version de Thurston Harris[32]),
- En 1983, dans Christine de John Carpenter (version de Thurston Harris[32]),
- En 1989, dans Little Monsters (en) de Richard Alan Greenberg,
- En 1989, dans Heart of Dixie de Martin Davidson,
- En 1991, dans Berverly Hills, 90210 (saison 2, épisode 6) (version de Thurston Harris[32]),
- En 1993, dans la série Du rouge à lèvre sur ton col (saison 1, épisode 1) (version de Thurston Harris[32]),
- En 1994, dans Corrina, Corrina de Jessie Nelson (version de Thurston Harris[32]),
- En 1994, dans Dangerous Touch (en) de Lou Diamond Phillips,
- En 1996, dans Mathilda de Danny DeVito (version de Thurston Harris[32]),
- En 1997, dans Telling Lies in America de Guy Ferland (version de Thurston Harris[32]),
- Dans Why Do Fools Fall in Love de Gregory Nava en 1998,
- En 1999, dans Le Géant de Fer de Brad Bird,
- Aaron Carter reprend Little Bitty Pretty One pour le film Princesse malgré elle de Garry Marshall en 2001,
- En 2002, dans Rumble (en)de Jani Volanen (version de Thurston Harris[32]),
- En 2004, dans In a Man's World de Lee Hutcheon,
- En 2005, dans Bang Bang Orangutang de Simon Staho,
- En 2005, dans The Wendell Baker Story de Andrew et Luke Wilson,
- En 2005, dans la série Dr House (saison 2, épisode 8),
- En 2008, dans le film Indiana Jones et le Royaume du Crâne de Cristal de Steven Spielberg,
- En 2013, dans le film Last Vegas de Jon Turteltaub,
- Dans la série Dirk Gently, détective holistique en 2017 (saison 2, épisode 6),
- En 2020, dans la série Sex Education (saison 2, épisode 6).

### Publicités
On peut entendre cet air dans différentes publicités : 
- le Green Tea de Lipton[33],[34],
- les soupes Heinz[17],
- les légumes surgelés Birds Eye[17].